# Walter Runeberg
Pour les articles homonymes, voir Runeberg.
Walter Magnus Runeberg (né le 29 décembre 1838 à Porvoo – décédé le 23 décembre 1920 à Helsinki) est un sculpteur finlandais.

## Biographie
Walter Magnus Runeberg est le fils du poète Johan Ludvig Runeberg et de la romancière Fredrika Runeberg. En 1857, il étudie brièvement à Helsinki avec Carl Eneas Sjöstrand. De 1857-1858, il étudie à Turku sous la direction de Robert Wilhelm Ekman. En 1858, il continue ses études à Copenhague avec le sculpteur Robert Wilhelm Ekman puis avec l'artiste peintre Werner Holmberg. Ses premières œuvres sont de facture néoclassique proche du style de Bertel Thorvaldsen, plus tard elles auront des traits réalistes.

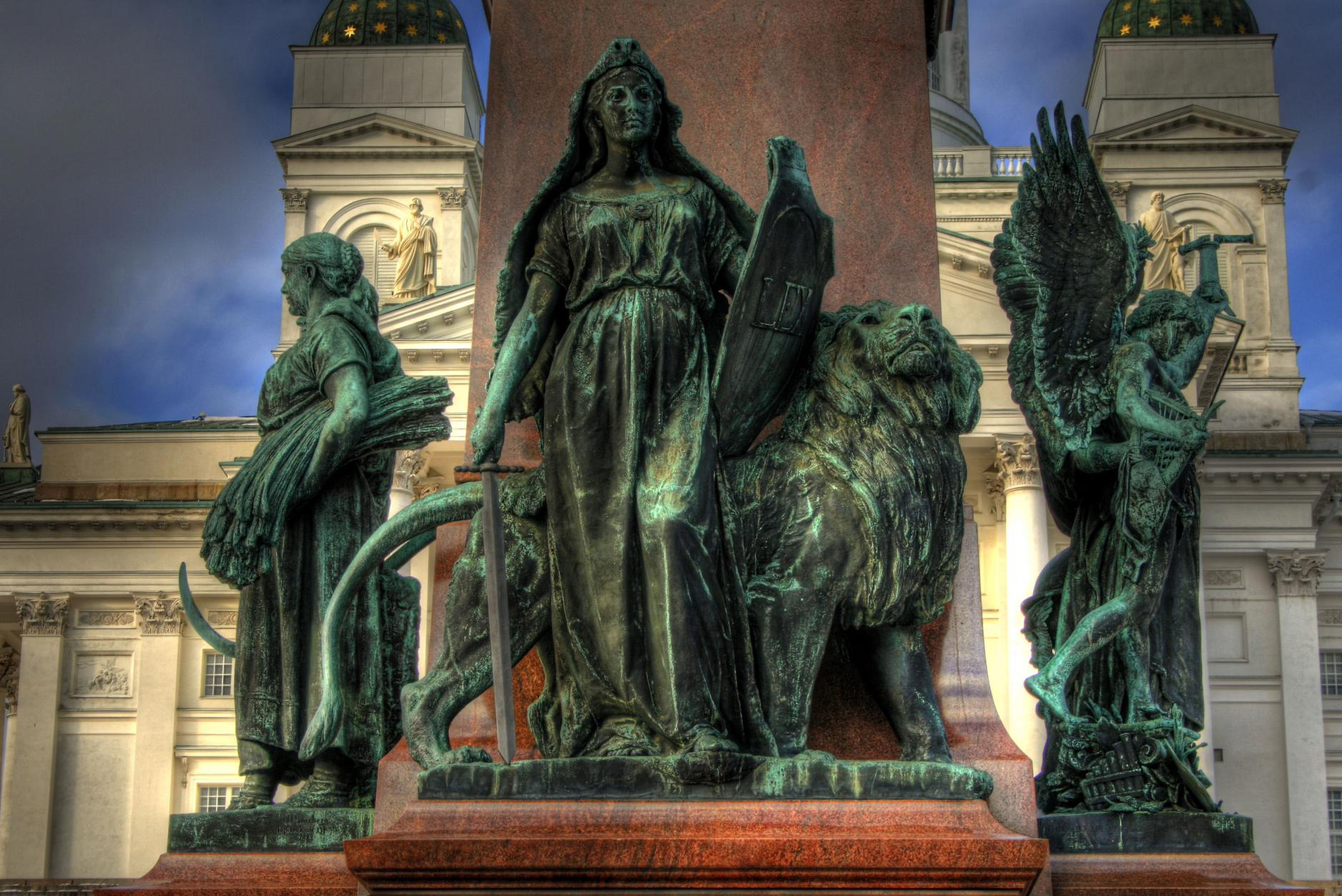
La jeune fille finlandaise et le Lion de Finlande dans le monument en l'honneur d'Alexandre II sur la place du Sénat.

De 1862 à 1876 il habite surtout à Rome où il sculpte en 1867 "Ilmarinen forge la lune", que lui a inspiré le Kalevala. À Rome il réalise aussi son autoportrait en 1869 et de nombreuses sculptures de style néoclassique dont le marbre "Apollo et Marsyas" en 1874.
À l'automne 1876, il s'installe avec sa famille à Paris où il vivra pendant dix-sept ans.  À cette époque, il réalise des œuvres plus réaliste. Entre 1893 et 1896, Walter Runeberg a vécu à Copenhague et a ensuite déménagé à Helsinki. Il aura vécu quarante ans à l'étranger. Il est mort le 23 décembre 1920 et est l'un des plus grands sculpteurs de son temps

## Œuvres

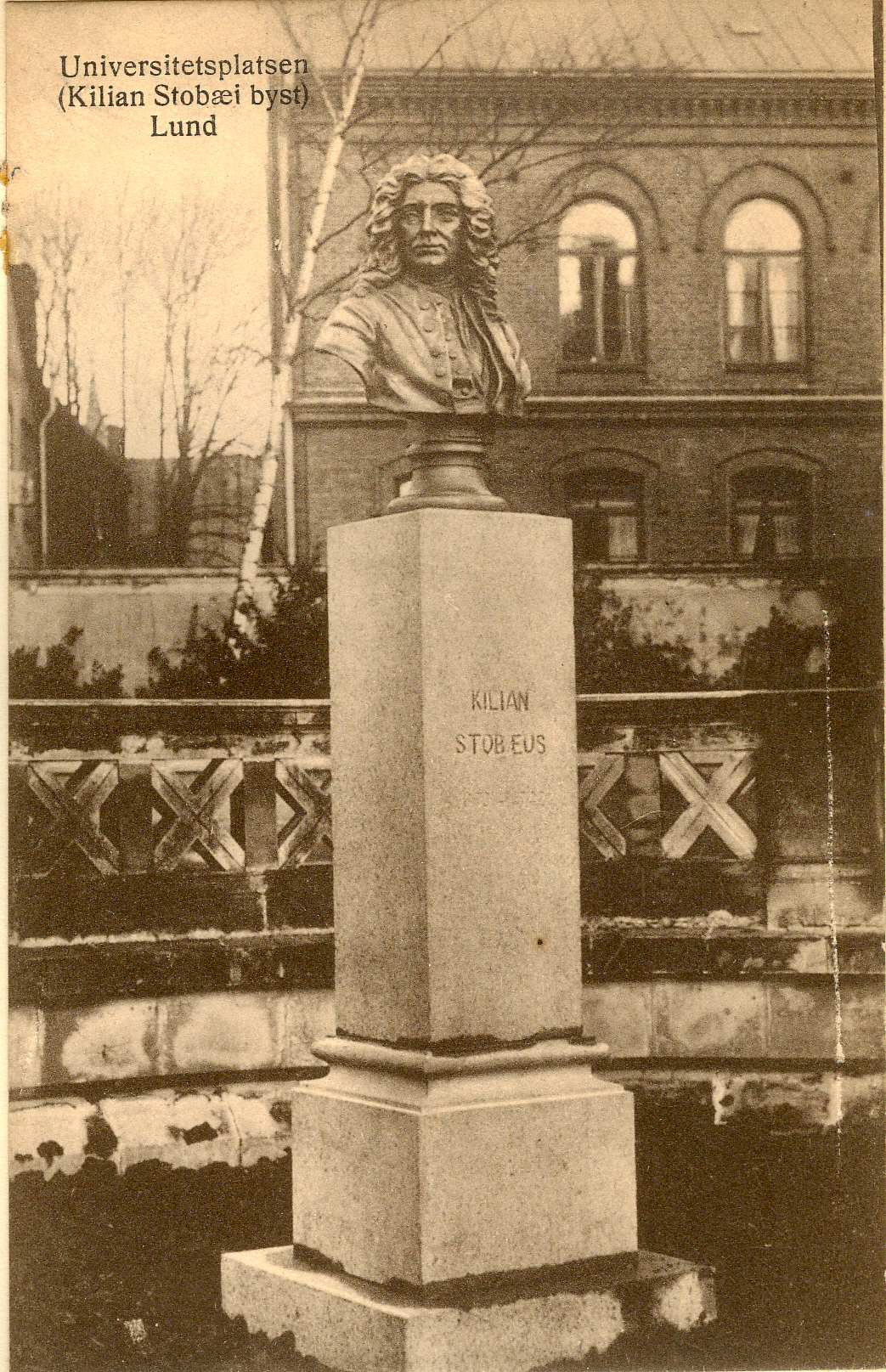
Kilian Stolbaeus, Place de l'Université de Lund.
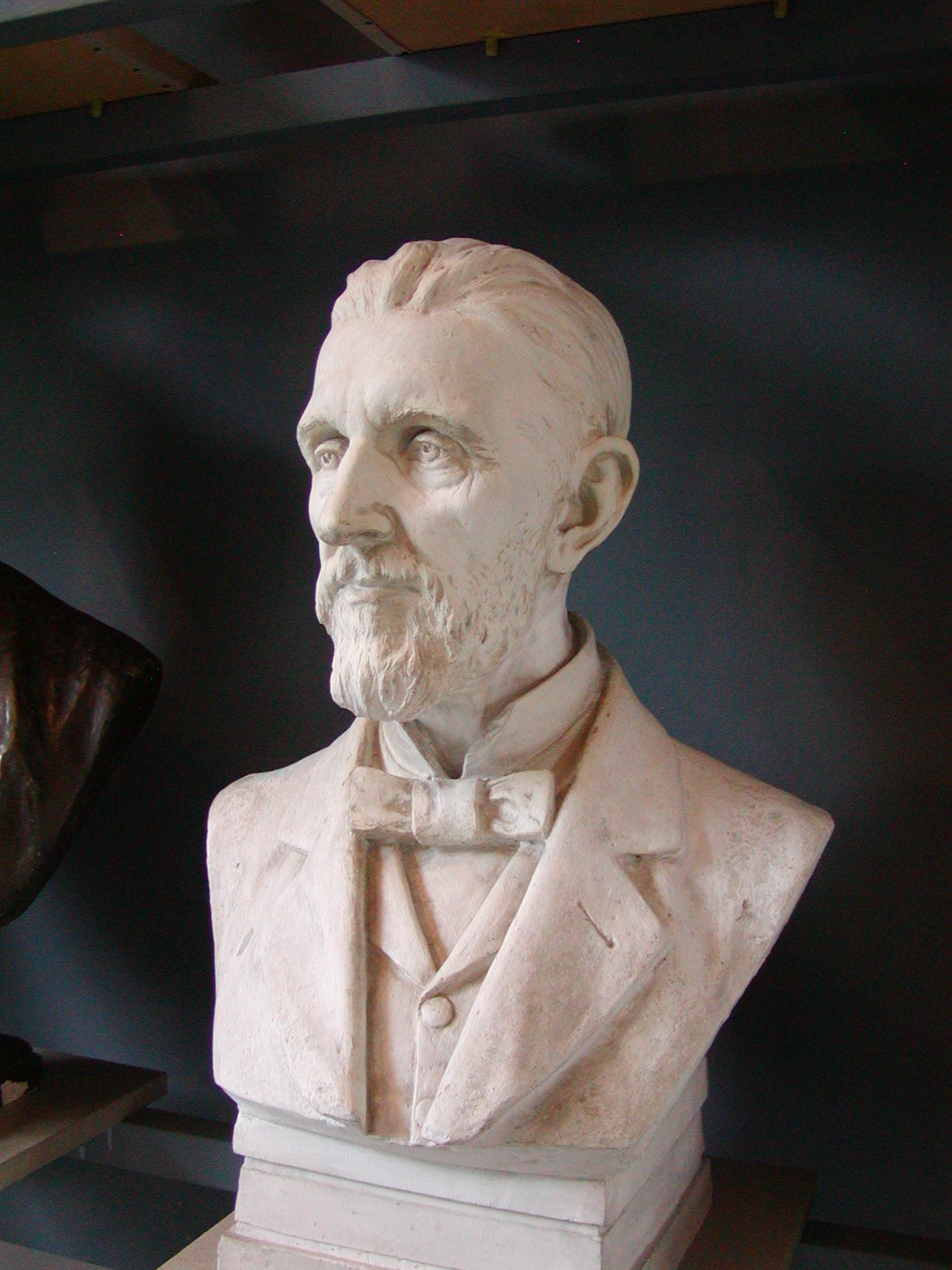
Otto Donner (fi).
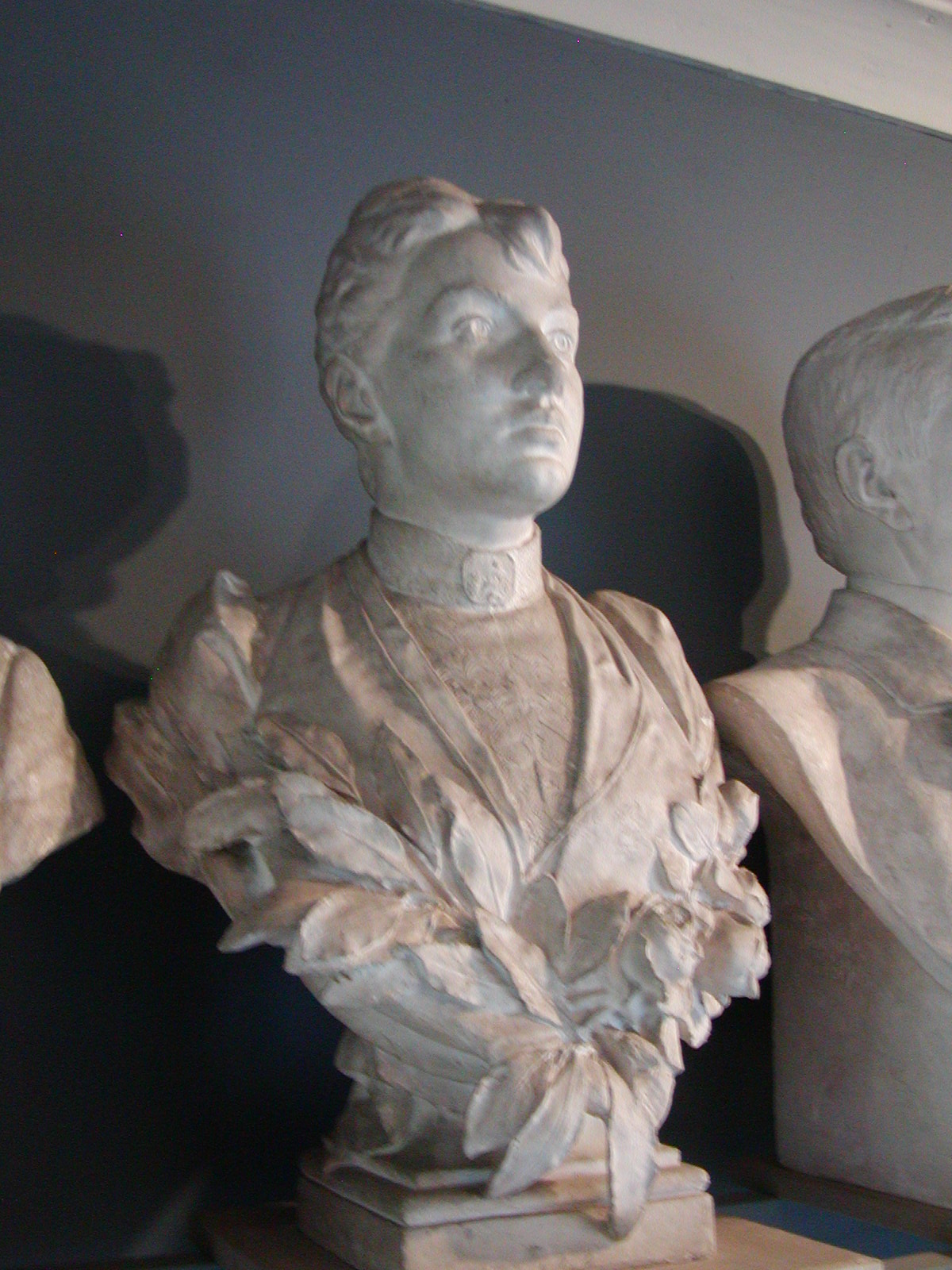
Sofia Kovalevskaïa, Musée Runeberg, Porvoo.
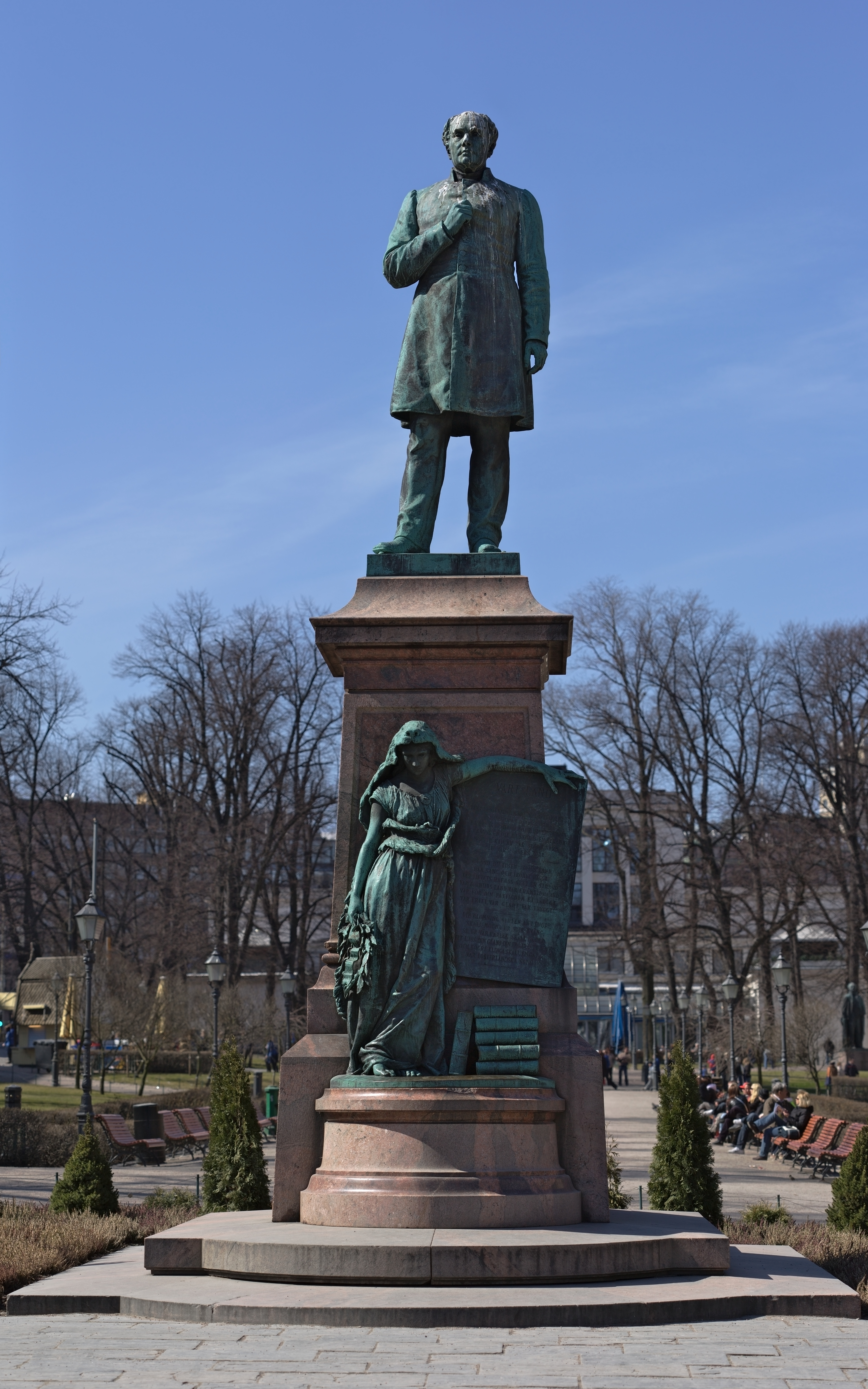
Johan Ludvig Runeberg, 1885, Esplanadi, Helsinki.
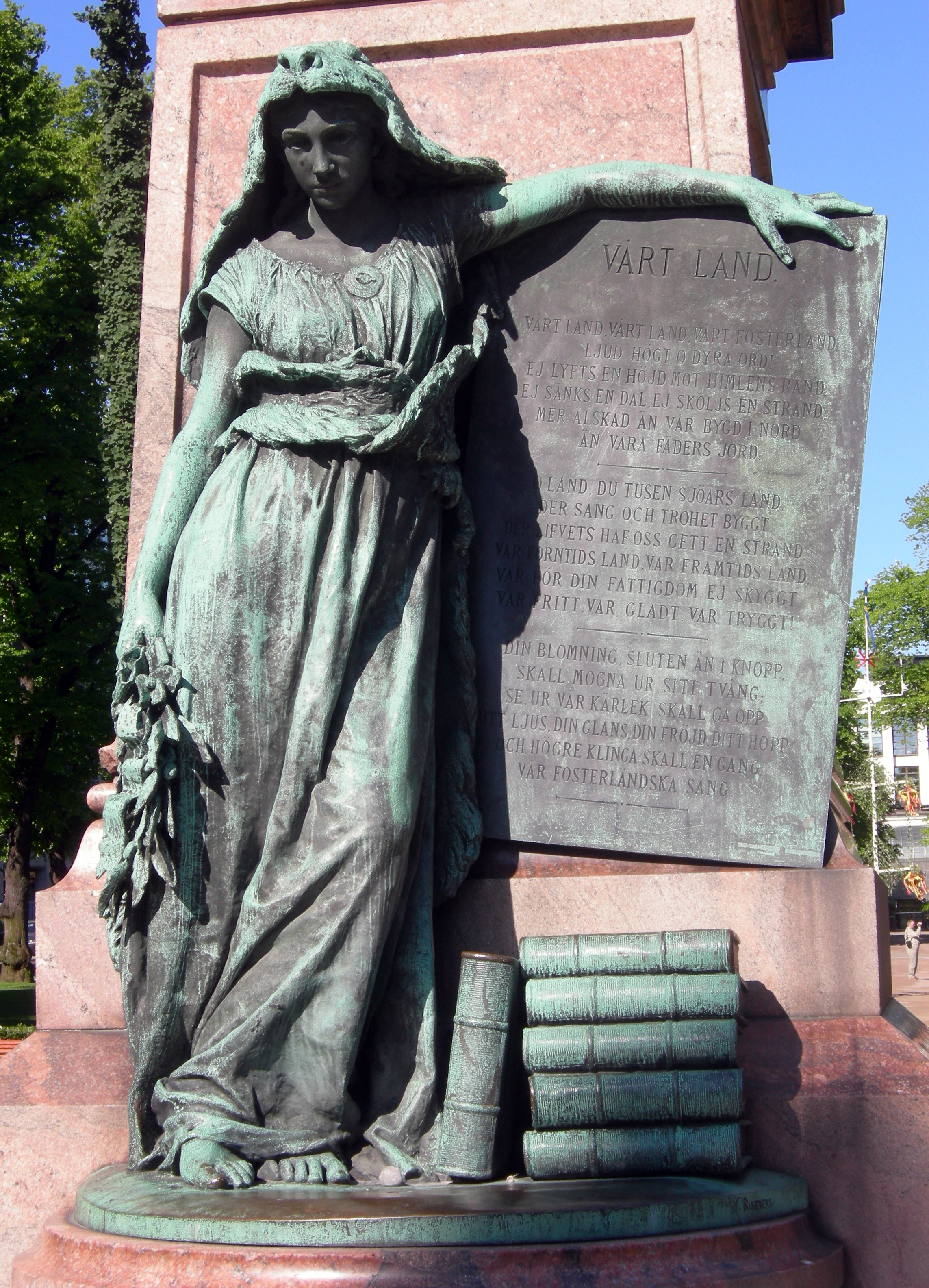
La jeune fille finlandaise, 1885,  base du monument Johan Ludvig Runeberg, Helsinki.
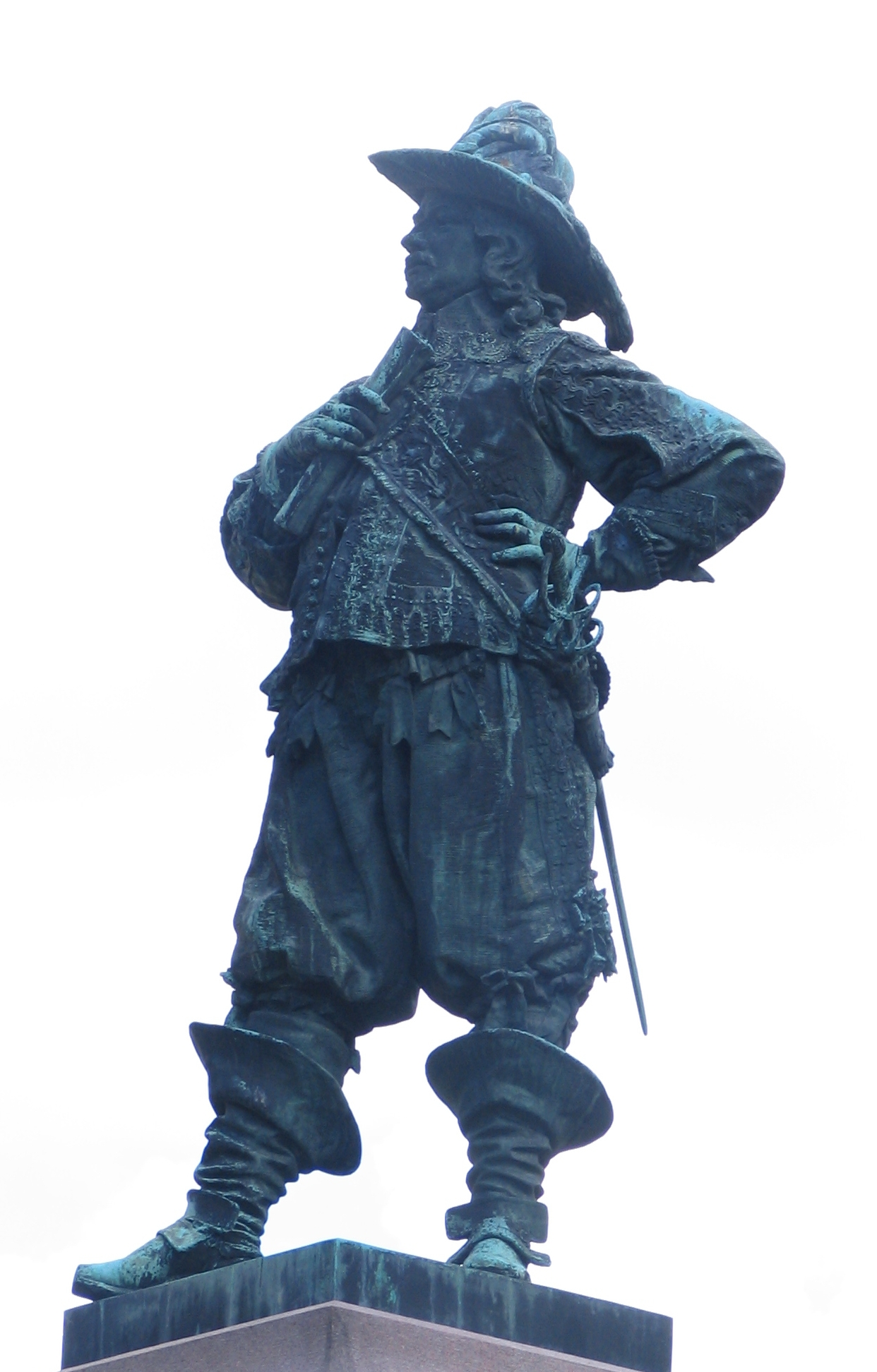
Per Brahe, 1888, Turku.
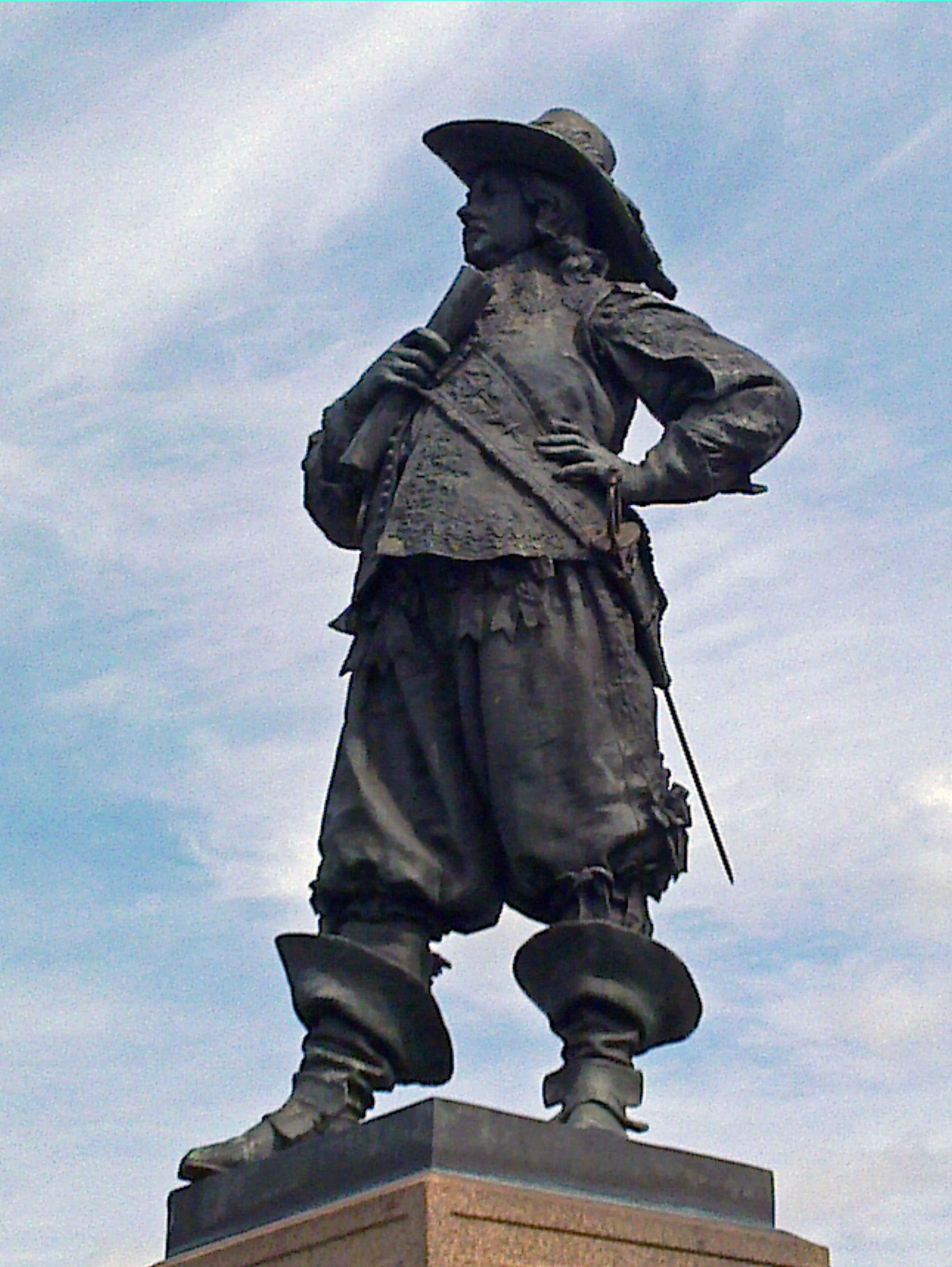
Per Brahe , 1888, Raahe.

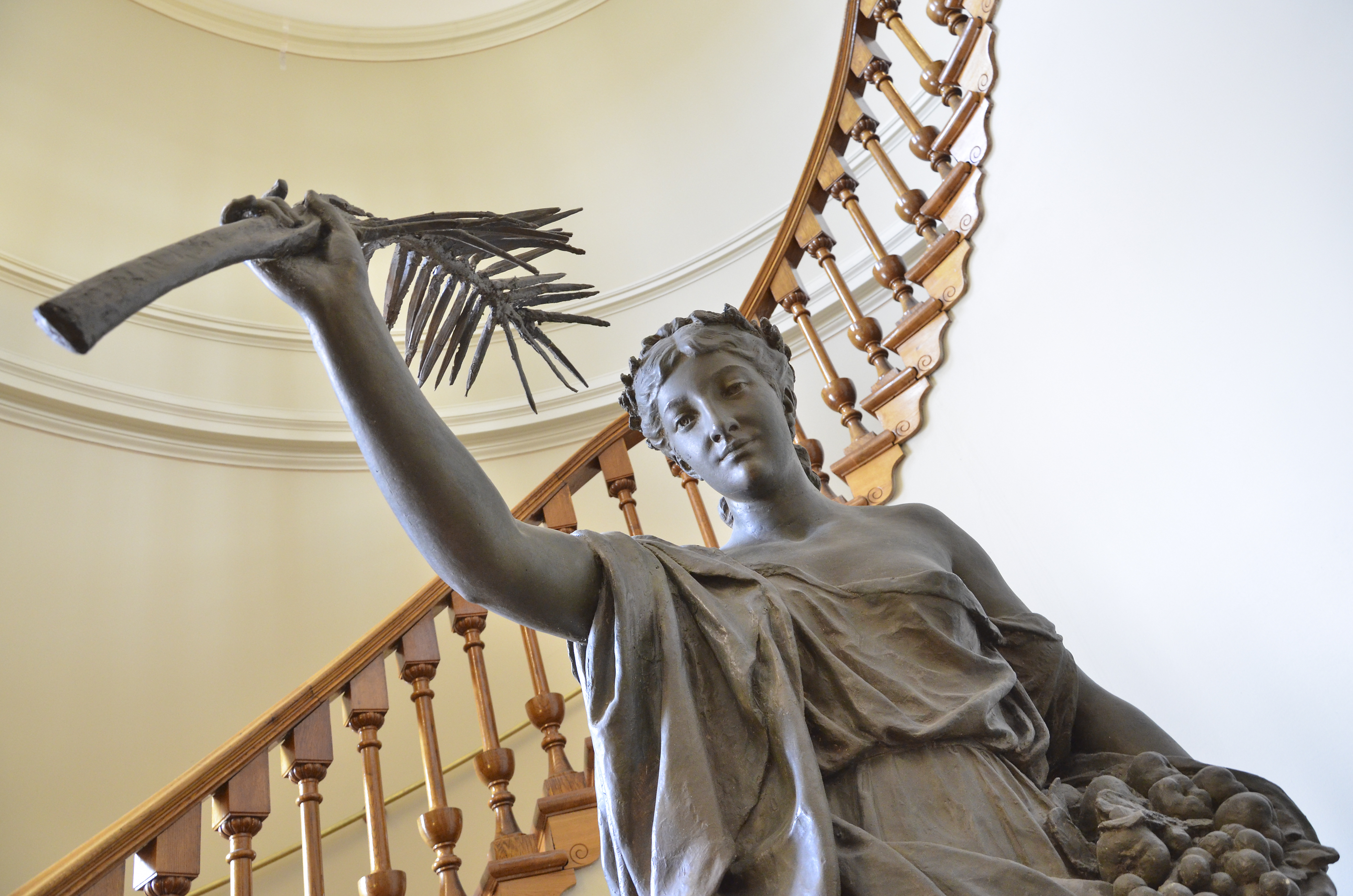
Pax, 1893, Turku.
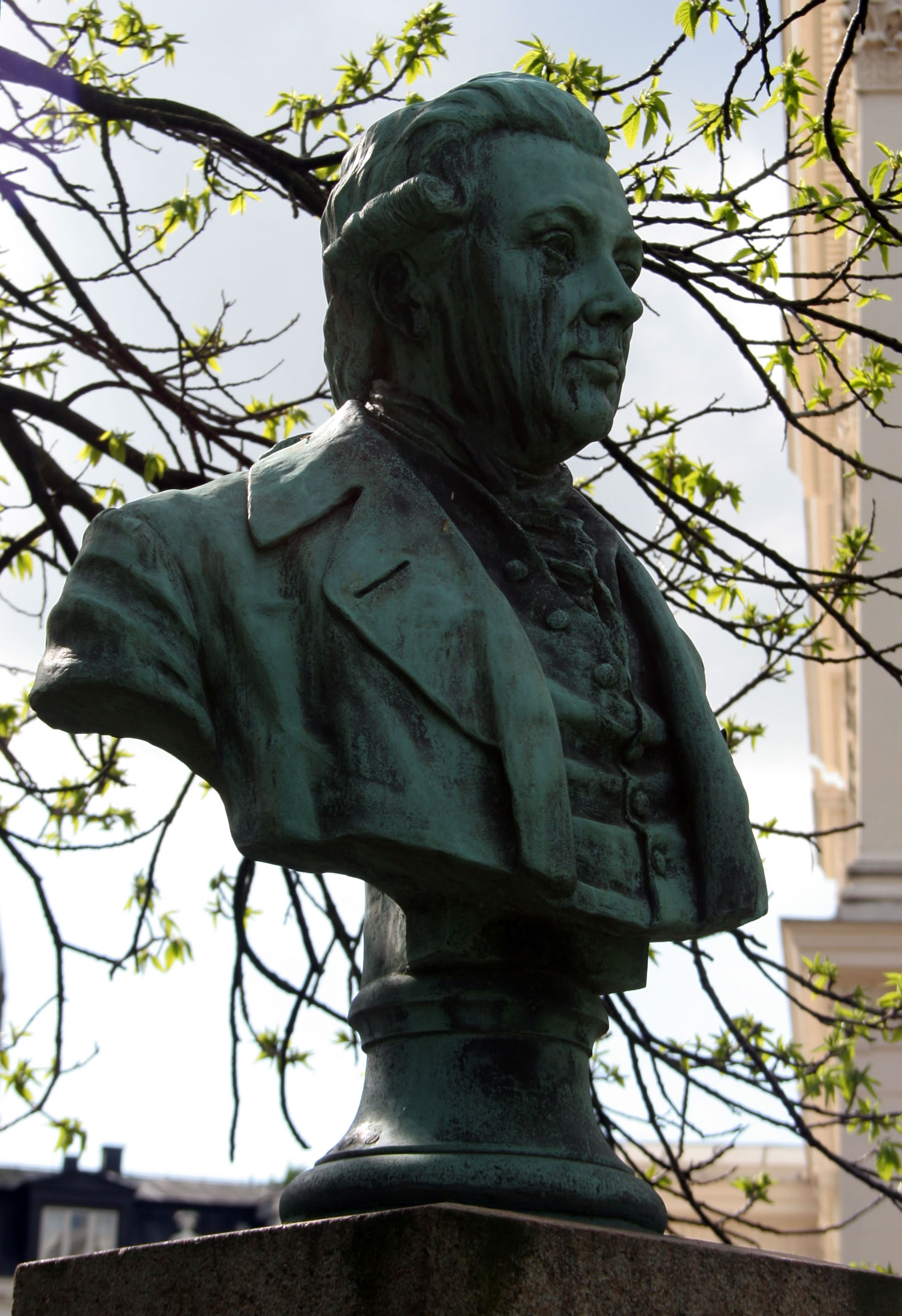
Anders Jahan Retzius, 1906, Lund (Suède).
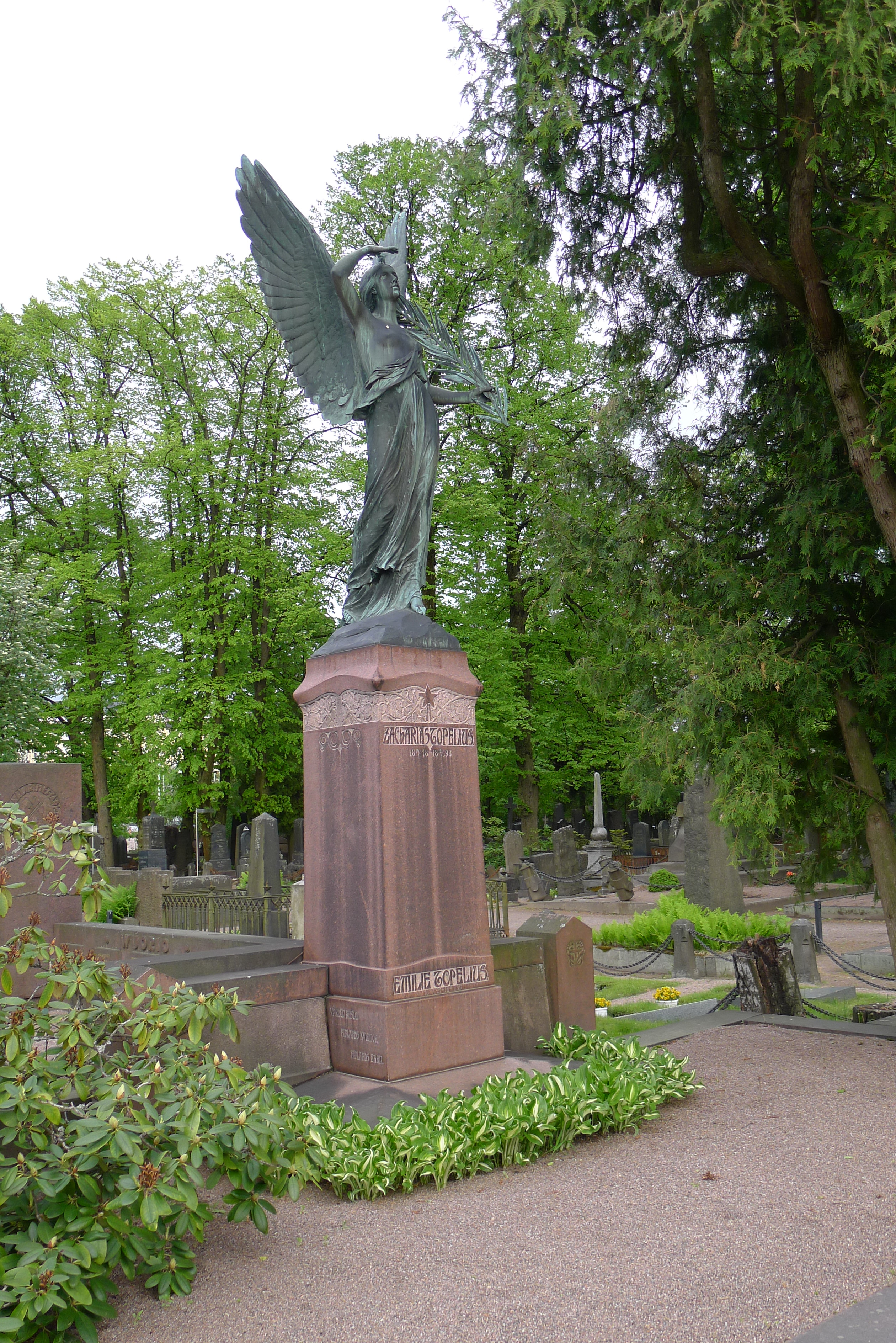
Tombe de Zacharias Topelius, Helsinki.
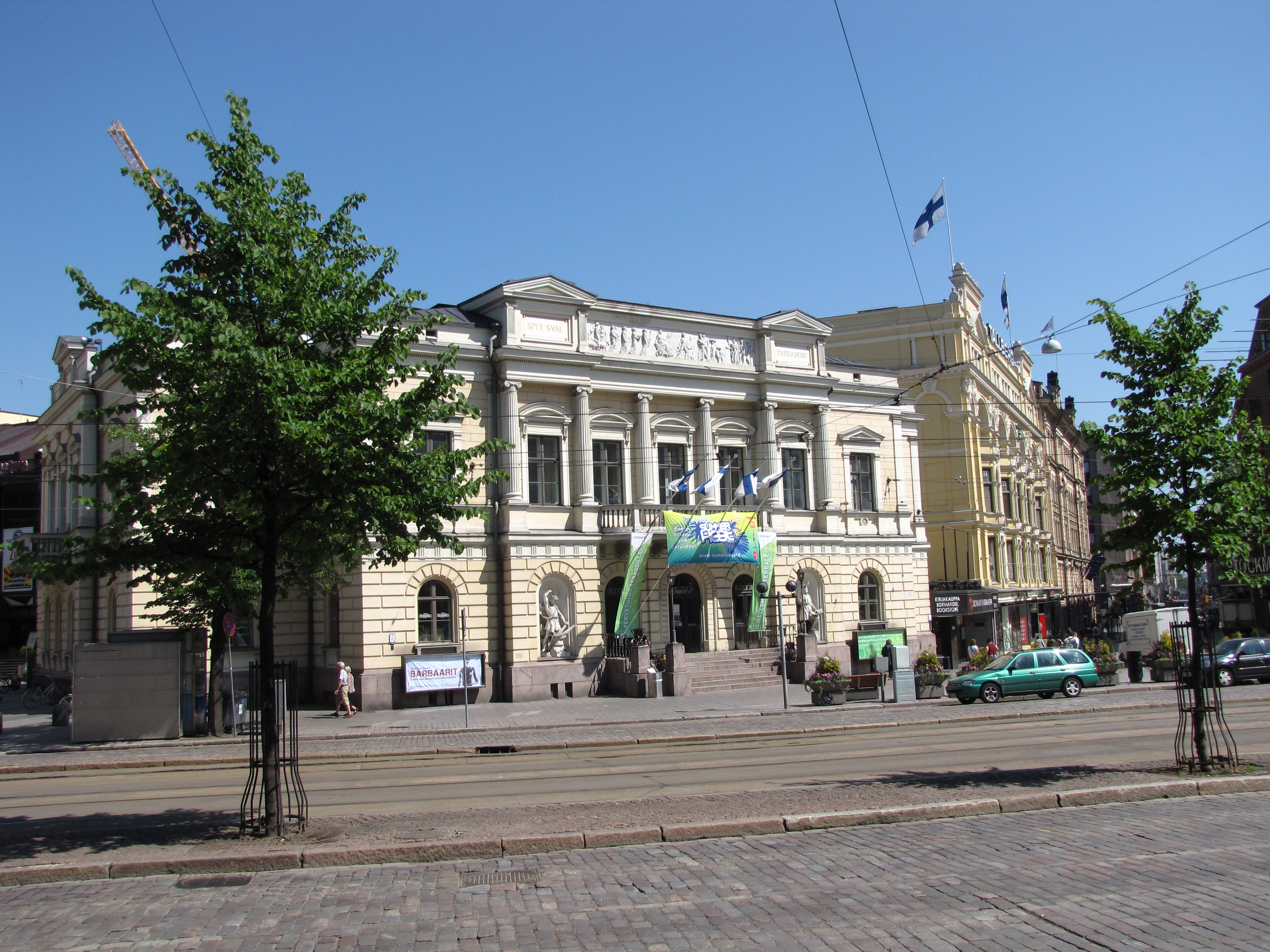
Statues devant l'Ancienne maison des étudiants d’Helsinki.
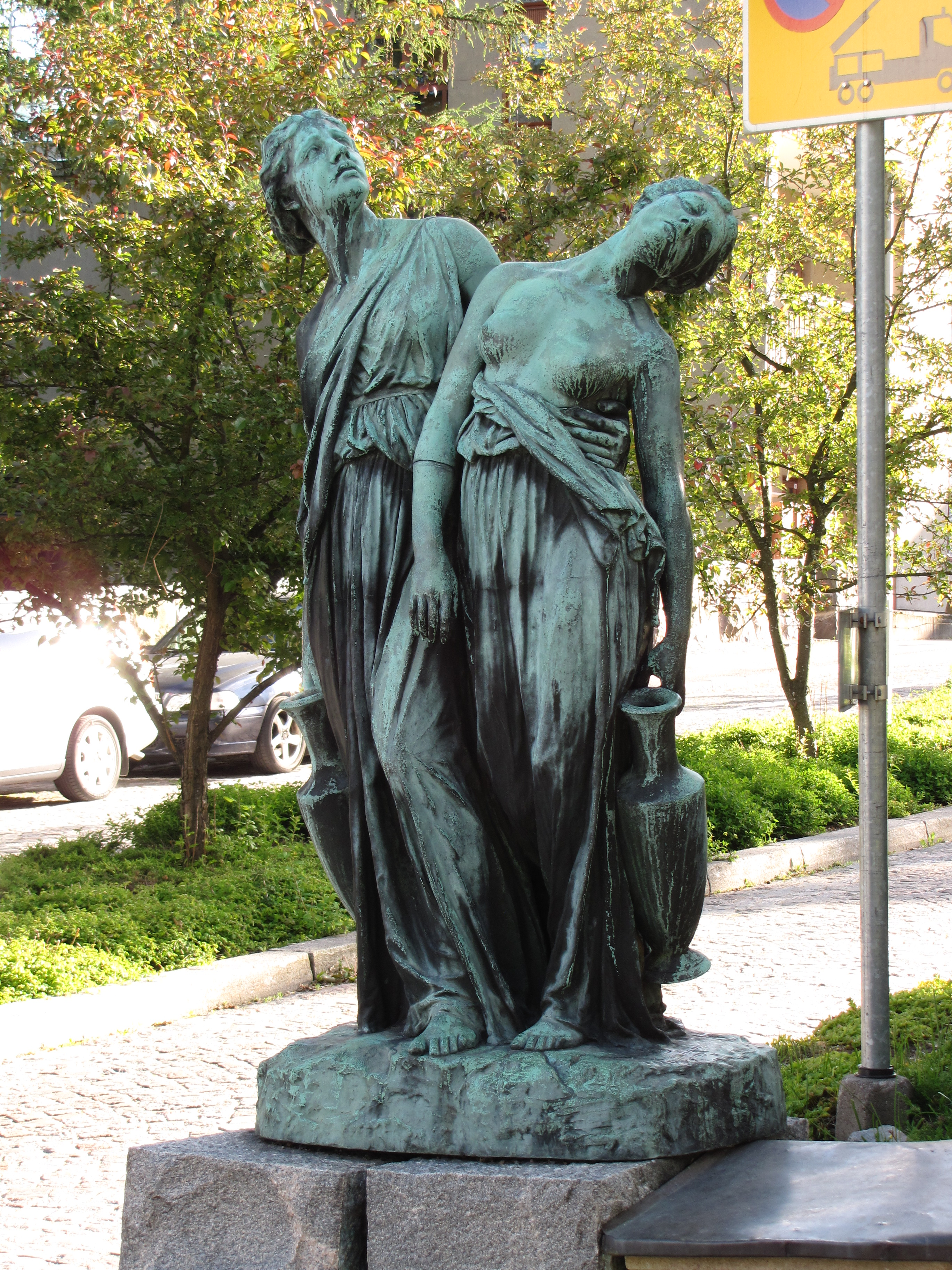
Les Danaïdes devant l'Hôpital du parc, 1893, Helsinki..